# Serbiens Radikale Parti
Serbiens Radikale Parti (serbisk: Српска радикална странка eller Srpska radikalna stranka) er et højreorienteret nationalistisk politisk parti i Serbien og Republika Srpska. Partiet blev dannet i 1991, da Folkets Radikale Parti og tjetnik-separatistbevægelsen blev lagt sammen til én organisation. Partiets primære politiske mål er dannelsen af et Stor-Serbien, der omfatter hele Bosnien-Hercegovina og det halve af Kroatien. I december 2007 blev Partiet for Serbisk Enhed lagt sammen med Serbiens Radikale Parti.
Vojislav Šešelj valgtes til partiets leder ved grundlæggelsen, men han har siden november 2007 været under afhøring hos Det internationale tribunal til pådømmelse af krigsforbrydelser i det tidligere Jugoslavien i Haag, for bl.a. krigsforbrydelser, forbrydelser mod menneskeheden, som følge af hans rolle som milits leder, under den jugoslaviske borgerkrig fra 1991-1995. 
I Šešeljs fravær ledes partiet af Tomislav Nikolić. Han var præsidentkandidat i 2004, og vandt første runde af valget, men tabte i anden runde til Boris Tadić. 
Ved det seneste parlamentsvalg i maj 2008 fik partiet 29,1% af stemmerne og 77 mandater, hvilket var en tilbagegang på 4.